# 河口油丹
河口油丹（学名：Alseodaphne hokouensis），为樟科油丹属下的一个植物种。